# Brevicornu arcticoides
Brevicornu arcticoides är en tvåvingeart som beskrevs av Caspers 1985. Brevicornu arcticoides ingår i släktet Brevicornu och familjen svampmyggor. Arten är reproducerande i Sverige. Inga underarter finns listade i Catalogue of Life.